# Elecciones generales de Guyana de 1997
Las elecciones generales de Guyana de 1997 tuvieron lugar el 15 de diciembre del mencionado año, décimas bajo sufragio universal y sextas desde la independencia del país, con el objetivo de renovar los 65 escaños del Parlamento unicameral, denominado Asamblea Nacional, que a su vez se encargaría de investir al presidente de la República Cooperativa para un período no mayor a cinco años. Simultáneamente, se renovaron los diez Consejos Democráticos Regionales de las distintas subdivisiones de primer orden del país. Tras el fallecimiento de Cheddi Jagan, del Partido Progresista del Pueblo (PPP), en marzo de ese año, el país era gobernado por el hasta entonces vicepresidente, Sam Hinds, quien no buscó la reelección para un mandato completo.
Janet Jagan, esposa del fallecido presidente, se presentó como candidata presidencial del oficialista PPP, siendo su principal oponente el expresidente Desmond Hoyte, del Congreso Nacional del Pueblo (PNC). El tercer partido más grande del país continuó siendo La Fuerza Unida (TUF), liderada por Manzoor Nadir, quien había sucedido a Marcellus Fielden Singh como líder del partido en 1993 y sería la primera elección que disputaría. Los demás partidos eran en general minoritarios.
El resultado fue una segunda victoria para el PPP, que recibió el 55.26% del voto popular y obtuvo una mayoría absoluta en la Asamblea Nacional con 34 de los 65 escaños contra 26 del PNC, que logró el 40.55% de los sufragios, logrando arrebatarle una de sus bancas. La Fuerza Unida retuvo el escaño de su líder, Nadir y sumó otro más por región. La Alianza por Guyana, una coalición de partidos de izquierda encabezada por Rupert Roopnarine, obtuvo dos escaños. El Partido Demócrata de Guyana obtuvo el 0.63% de los votos y una sola banca regional. De este modo, cinco escaños escaparon al bipartidismo tradicional, un aumento de tres con respecto a la anterior elección. La participación fue del 88.42% del electorado registrado, incrementándose considerablemente con respecto a los anteriores comicios. Con respecto al plano regional, el PPP obtuvo la mayoría en seis de los diez Consejos Democráticos Regionales, mientras que el PNC triunfó en los cuatro restantes. La participación en dichas elecciones fue del 88.23%, un poco más baja que en la elección general.
Con este resultado, Janet Jagan asumió la presidencia el 19 de diciembre de 1997, convirtiéndose en la primera mujer presidenta de Guyana desde su conversión en república; la cuarta jefa de estado republicana de Sudamérica, solo por detrás de María Estela Martínez de Perón (Argentina), Lidia Gueiler (Bolivia) y Rosalía Arteaga Serrano (Ecuador); y la primera en ser elegida para un mandato completo en su cargo (si bien el sistema electoral, al ser parlamentario, era indirecto). Sin embargo, Jagan no completó su mandato, ya que dimitió en agosto de 1999 por problemas de salud.

## Antecedentes
Desde 1964 hasta 1992, Guyana fue gobernada por el Congreso Nacional del Pueblo (PNC), encabezado primero por Forbes Burnham y, tras su muerte en 1985, por Desmond Hoyte. Durante el largo período de gobierno del PNC, las elecciones fueron consideradas en gran medida como fraudulentas. En 1992, se acordó la realización de elecciones libres y justas, en las que el predecesor de Burnham y líder del Partido Progresista del Pueblo (PPP), Cheddi Jagan, derrotó con facilidad al PNC liderado por Hoyte. A pesar de los temores de los países occidentales por las inclinaciones marxistas exhibidas por Jagan durante su primer período de gobierno y prácticamente todo su activismo opositor al gobierno del PNC, Jagan llevó a cabo un gobierno moderado, inclinado más al socialismo democrático y favoreciendo en ciertos aspectos al sector privado. Tras sufrir un ataque cardíaco, Jagan murió en marzo de 1997, dejando la presidencia en manos de Sam Hinds. Su esposa, Janet Jagan, fue juramentada vicepresidenta y proclamada candidata presidencial del PPP, mientras que el PNC volvió a presentar al expresidente Hoyte como candidato. Con la candidatura de Jagan, fue la primera vez que el candidato presidencial de alguno de los dos partidos mayoritarios no había ejercido el poder ejecutivo del país previamente. La tercera fuerza del país, La Fuerza Unida (TUF), también cambió de liderazgo, con Marcellus Fielden Singh siendo reemplazado por Manzoor Nadir en 1993, luego de haber liderado el partido desde 1968.

## Sistema electoral
Los 65 escaños de la Asamblea Nacional de Guyana son elegidos mediante un sistema mixto proporcional para un mandato de un máximo de cinco años, pudiendo disolverse la asamblea y convocarse a elecciones anticipadas durante este período. El país está dividido en diez regiones, que a su vez actúan como distritos electorales plurinominales para la elección de 12 escaños. Los 53 restantes se eligen mediante representación proporcional con listas cerradas en una única circunscripción nacional, constituida por todo el país, y las bancas son asignadas mediante Cociente Hare. El candidato propuesto por el partido que obtenga la mayor cantidad de escaños es automáticamente elegido presidente de la República Cooperativa, y dura en el cargo mientras mantenga la confianza del poder legislativo durante la incumbente legislatura. Si el presidente es sometido a una moción de censura en el transcurso de ese período y pierde la misma, puede renunciar para entregar el cargo al candidato propuesto por el parlamento, o bien disolverlo y convocar a nuevas elecciones.
En el plano regional, cada una de las diez regiones posee una administración autónoma encabezada por un Consejo Democrático Regional, elegido por representación proporcional en un único distrito con un sistema similar al de las elecciones generales nacionales. El presidente del Consejo Democrático Regional es también jefe de gobierno de la susodicha entidad. Las elecciones para la Asamblea Nacional y los Consejos Democrático Regionales se realizan simultáneamente.
Todo ciudadano guyanés mayor de dieciocho años tiene derecho a voto, mientras que todo aquel que cumpla los requisitos previos de ciudadanía y, al mismo tiempo, tenga comprensión suficiente del idioma inglés como para tomar parte en los procedimientos legislativos, tiene derecho a ser elegido diputado. Los candidatos deben estar afiliados a un partido político o bien su candidatura debe ser respaldada por una fuerza legalmente registrada (partido o coalición). Los partidos deben recibir doscientos avales de ciudadanos para poder competir, y un tercio de los candidatos que presenten deben ser mujeres. El voto no es obligatorio, pero la participación electoral de todas formas suele ser alta.

## Campaña
Durante la campaña, Jagan se centró en temas relacionados con la educación, la atención médica, la vivienda y la mejora de las carreteras, y señaló el historial de su partido en la tarea de reducir la deuda externa y generar empleos. Hoyte, por su parte, enfatizó que trabajaría para aumentar la inversión extranjera para explotar la riqueza de recursos naturales del país. Como en el pasado, el PPP fue apoyado principalmente por ciudadanos rurales con ascendencia de las Indias Orientales, denominados "indoguyaneses"; mientras que la principal base de votantes del PNC era en su mayoría de origen africano, siendo conocidos como "afroguyaneses". Un total de diez partidos (incluyendo seis nuevos) disputaron los comicios.

## Elecciones generales
|  | 55.26 % |

|  | 40.55 % |

|  | 1.49 % |

|  | 1.20 % |

|  | 0.63 % |

|  | 0.39 % |

|  | 0.32 % |

|  | 0.08 % |

|  | 0.06 % |

|  | 0.03 % |

|  | 97.86 % |

|  | 2.14 % |

|  | 100.00 % |

|  | 88.42 % |

## Elecciones regionales
| Región                                            | PPP    | PPP    | PPP     | PNC    | PNC    | PNC     | TUF   | TUF    | TUF     | AFG   | AFG    | AFG     | Otros | Otros | Otros   |
| Región                                            | Votos  | %      | Escaños | Votos  | %      | Escaños | Votos | %      | Escaños | Votos | %      | Escaños | Votos | %     | Escaños |
| ------------------------------------------------- | ------ | ------ | ------- | ------ | ------ | ------- | ----- | ------ | ------- | ----- | ------ | ------- | ----- | ----- | ------- |
| Región N.º 1 - Barima-Waini                       | 5.507  | 58.15% | 9       | 2.509  | 26.49% | 4       | 1.088 | 11.49% | 3       | 68    | 0.72%  | 0       | 299   | 3.15% | 0       |
| Región N.º 2 - Pomeroon-Supenaam                  | 16.990 | 70.09% | 12      | 6.559  | 27.06% | 5       | 292   | 1.20%  | 0       | 114   | 0.47%  | 0       | 285   | 1.65% | 0       |
| Región N.º 3 - Islas Esequibo-Demerara Occidental | 40.446 | 72.79% | 20      | 13.676 | 24.61% | 7       | 194   | 0.35%  | 0       | 314   | 0.57%  | 0       | 934   | 1.68% | 0       |
| Región N.º 4 - Demerara-Mahaica                   | 76.308 | 44.74% | 16      | 88.330 | 51.78% | 18      | 932   | 0.55%  | 0       | 2.050 | 1.20%  | 0       | 2.953 | 1.73% | 0       |
| Región N.º 5 - Mahaica-Berbice                    | 18.443 | 63.86% | 12      | 10.081 | 34.91% | 6       | 56    | 0.19%  | 0       | 162   | 0.56%  | 0       | 137   | 0.48% | 0       |
| Región N.º 6 - Berbice Oriental-Corentyne         | 51.962 | 73.93% | 22      | 17.056 | 24.27% | 8       | 253   | 0.36%  | 0       | 362   | 0.52%  | 0       | 654   | 0.92% | 0       |
| Región N.º 7 - Cuyuní-Mazaruní                    | 3.193  | 40.62% | 6       | 4.277  | 54.41% | 8       | 201   | 2.56%  | 1       | 111   | 1.41%  | 0       | 78    | 1.00% | 0       |
| Región N.º 8 - Potaro-Siparuni                    | 799    | 23.70% | 4       | 1.132  | 33.58% | 5       | 514   | 15.25% | 2       | 876   | 25.99% | 4       | 50    | 1.48% | 0       |
| Región N.º 9 - Alto Tacutu-Alto Esequibo          | 2.580  | 36.02% | 6       | 1.761  | 24.58% | 3       | 2.458 | 34.32% | 5       | 333   | 4.65%  | 1       | 31    | 0.43% | 0       |
| Región N.º 10 - Alto Demerara-Berbice             | 3.423  | 18.15% | 3       | 14.638 | 77.61% | 14      | 143   | 0.76%  | 0       | 327   | 1.73%  | 1       | 330   | 1.75% | 0       |